# Bartolovci
Bartolovci är en ort i Kroatien.   Den ligger i länet Brod-Posavina, i den östra delen av landet, 170 km öster om huvudstaden Zagreb. Bartolovci ligger 108 meter över havet och antalet invånare är 878.
Terrängen runt Bartolovci är huvudsakligen platt, men norrut är den kuperad. Runt Bartolovci är det ganska glesbefolkat, med 35 invånare per kvadratkilometer. Närmaste större samhälle är Slavonski Brod, 7,1 km öster om Bartolovci. Trakten runt Bartolovci består till största delen av jordbruksmark.